# Xenólito

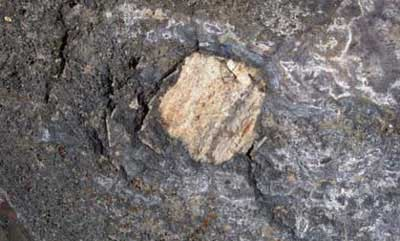
Xenólito (cor clara)

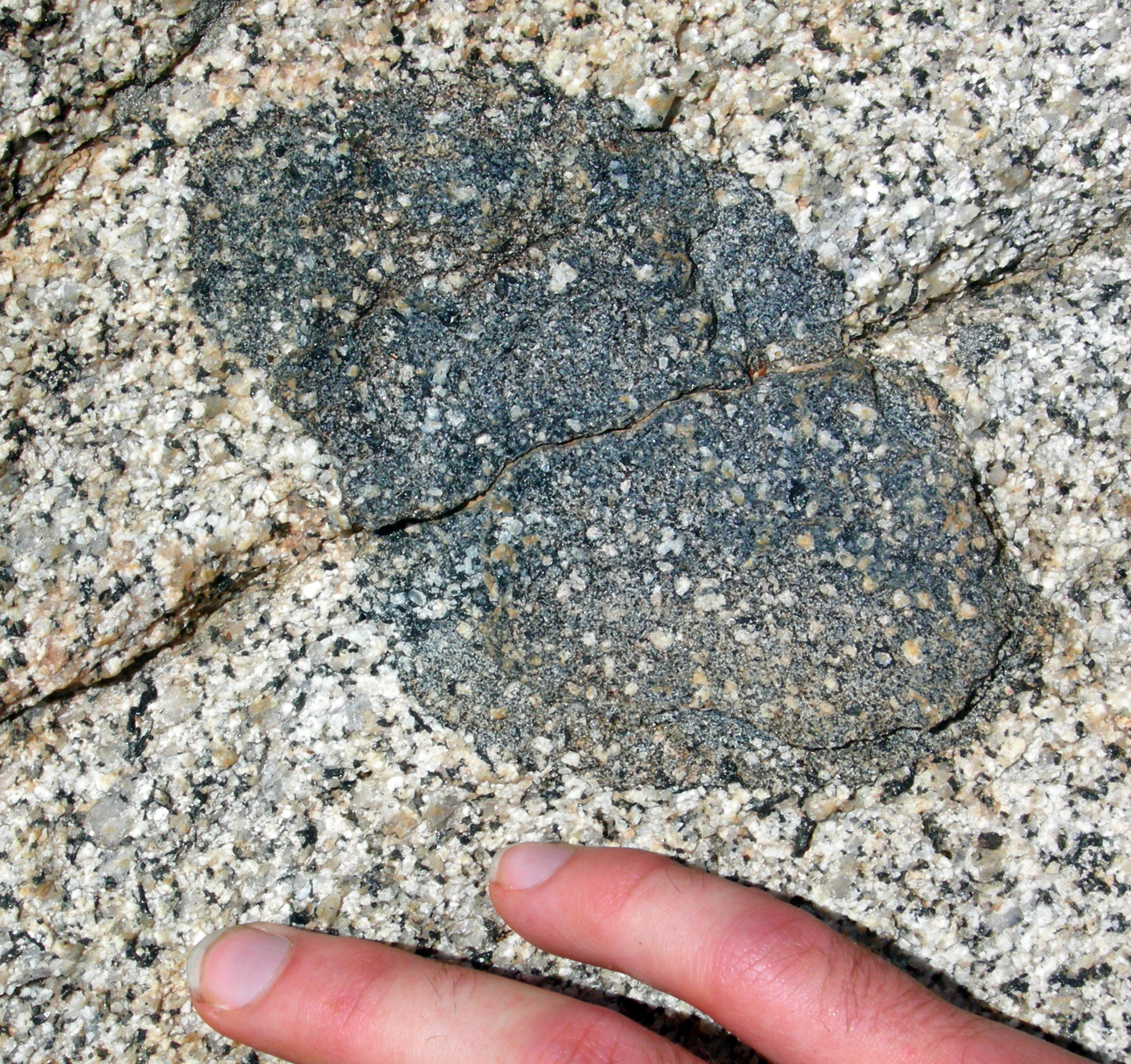
Xenólito.

Um xenólito (do grego para pedra estranha) é um fragmento de rocha que é envolvido por uma rocha maior durante o desenvolvimento e endurecimento desta última. Em geologia este termo é aplicado quase exclusivamente na descrição de inclusões em rochas ígneas durante a colocação e erupção do magma. Os xenólitos podem ser arrastados ao longo da orla de uma câmara magmática, arrancados das paredes de um tubo de lava ou por diatremas explosivos ou arrastados ao longo da base de um fluxo de lava na superfície terrestre. Um xenólito é sempre mais antigo que a sua rocha encaixante.
Um xenocristal é um cristal individual, estranho à rocha encaixante, incluído numa intrusão ígnea. Como exemplos de xenocristais temos os cristais de quartzo em lavas pobres em sílica e os diamantes em diatremas quimberlíticos.
Apesar de ser aplicado sobretudo a rochas ígneas, uma interpretação mais abrangente pode incluir também fragmentos de rocha incluídos em rochas sedimentares. Por vezes são encontrados em meteoritos.
De forma a ser considerado um verdadeiro xenólito, a rocha incluída tem de ser diferente da rocha encaixante; um fragmento incluído de rocha similar à encaixante denomina-se autólito.

## Utilidade dos xenólitos

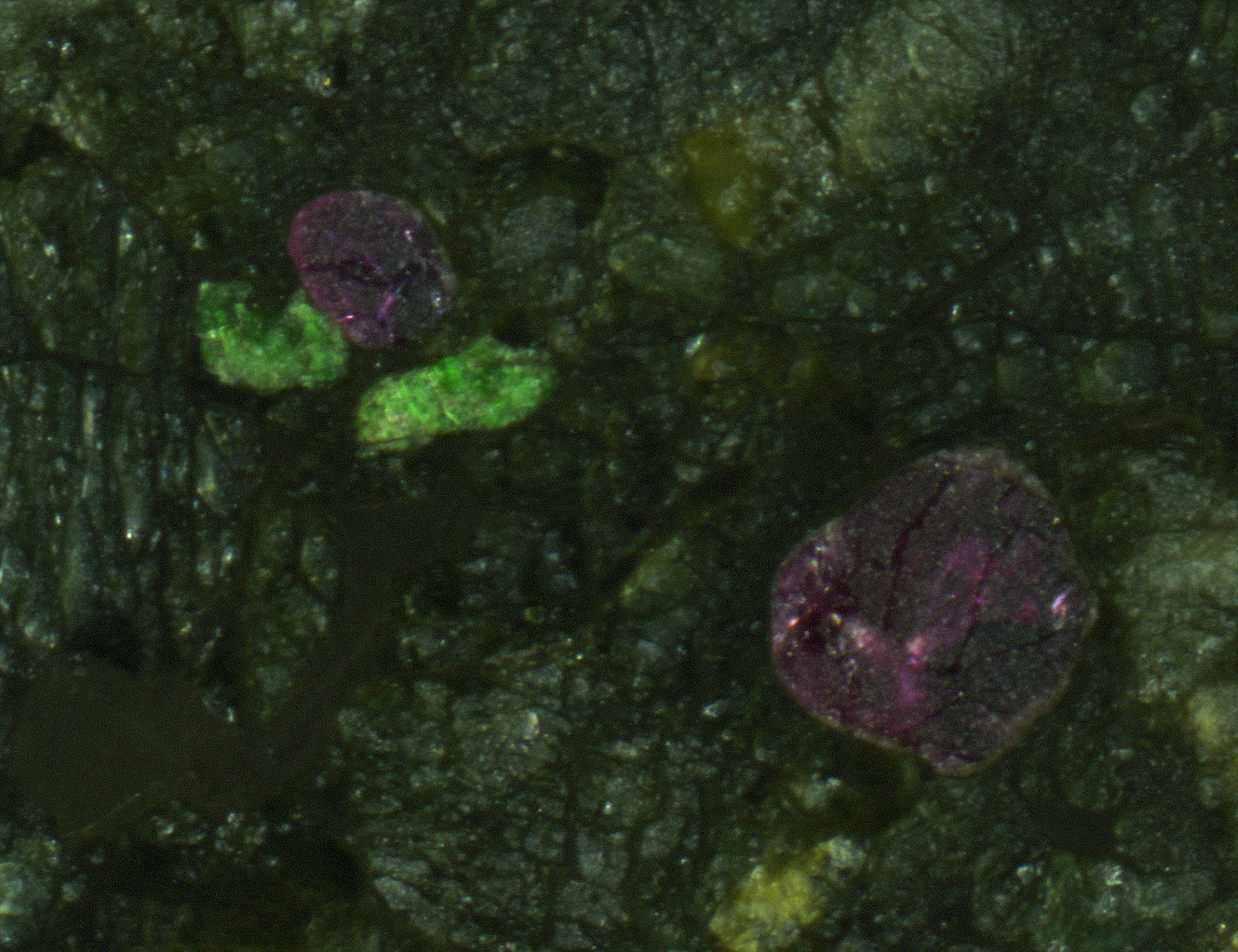
Imagem de um xenólito

Os xenólitos e os xenocristais fornecem informações importantes sobre a composição do manto, doutra forma inacessível. Basaltos, quimberlitos, lamproítos e lamprófiros com origem no manto superior, muitas vezes contêm fragmentos e cristais que se presume fazerem parte da mineralogia do manto de origem. Xenólitos de dunito, peridotito e espinelo-lherzolitos em fluxos de lava basáltica são um exemplo. Além dos xenocristais de diamante, os quimberlitos contêm fragmentos de lherzolitos de composições variadas. Os minerais contendo alumínio presentes nestes fragmentos fornecem pistas sobre a profundidade de origem. A plagioclase cálcica é estável à profundidade de 25 km. Entre os 25 e os 60 km, a espinela é a fase estável do alumínio. A profundidades superiores a 60 km, a granada densa passa a ser o mineral de alumínio. Alguns quimberlitos contêm xenólitos de eclogito, considerado como produto do metamorfismo de alta pressão sofrido pela crusta oceânica basáltica à medida que esta mergulha no manto em zonas de subducção (Blatt, 1996).